# Lanista
Lanista es un género de saltamontes longicornios de la subfamilia Conocephalinae. Se distribuye en África.

## Especies
Las siguientes especies pertenecen al género Lanista:
- Lanista affinis Bolívar, 1906
- Lanista africana (Walker, 1871)
- Lanista annulicornis (Walker, 1869)
- Lanista crassicollis Bolívar, 1906
- Lanista varelai Bolívar, 1906